# Nephrochirus copulatus
Nephrochirus copulatus là một loài nhện trong họ Oonopidae.
Loài này thuộc chi Nephrochirus. Nephrochirus copulatus được Eugène Simon miêu tả năm 1910.